# Emu Plains, New South Wales
Emu Plains este o suburbie în Sydney, Australia.